# Russische Fascistische Partij

Symbool van de RFP.

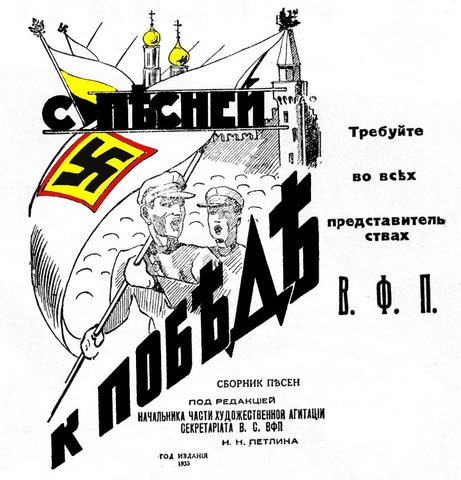
Propagandaposter van de RFP.

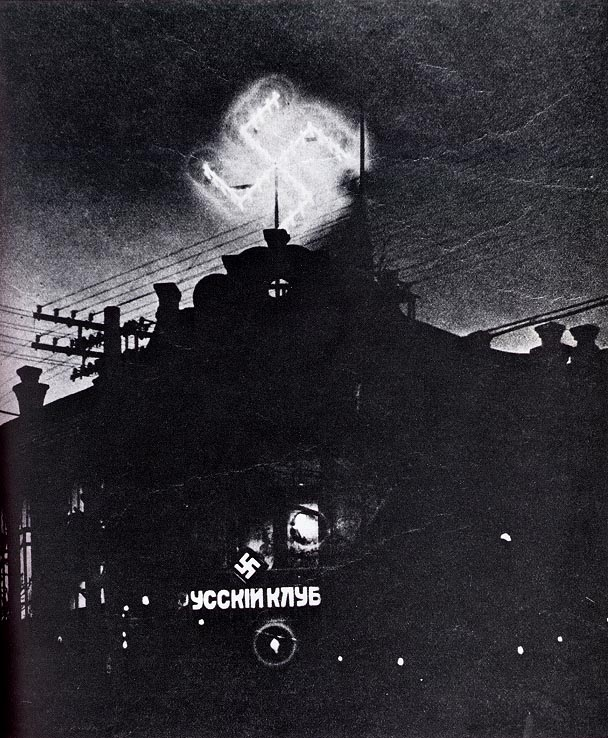
Verlichtte hakenkruis in Manzhouli.

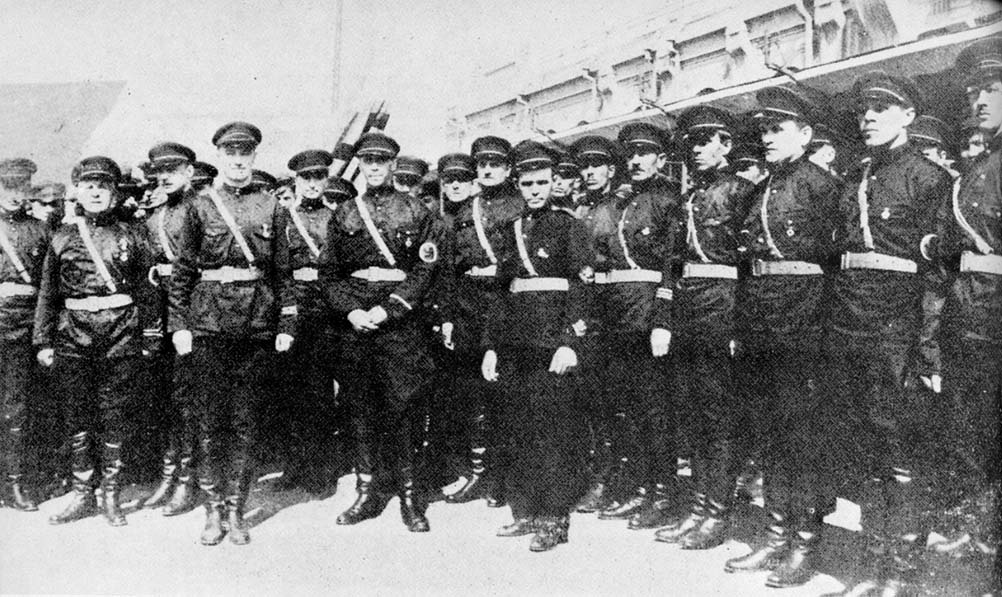
Russische fascisten in Harbin.

De Russische Fascistische Partij (Russisch: Российская фашистская партия, Vserossiikaia Fashistskaia Partiia) was een Russische fascistische partij die in 1930 werd opgericht door Konstantin Rodzajevski en de zijnen. De partij had haar hoofdkantoor in Harbin, Mantsjoerije, waar veel Russische émigrés woonden. De Russische fascisten waren fel anticommunistisch.
In 1931 ging de RFP op in de gevormde Russische Fascistische Organisatie (RFO) dat onder leiding stond van Konstantin Rodzajevski.
In 1934 fuseerde de Russische Fascistische Partij met de All-Russische Fascistische Organisatie dat onder leiding stond van Anastasi Vonsiatski, en werd Rodzajevski tot vozhd ("Leider", Russisch equivalent van Duce of Führer).
De gewapende tak van de RFP droeg, net als de Italiaanse fascisten zwarte hemden. Als insignes had de partij, naast het hakenkruis, oude Russische symbolen en symbolen uit het vroegere Russische Keizerrijk. De Russische fascisten werden van wapens voorzien door het Japanse Keizerlijke Leger, dat Mantsjoerije sinds 1930 bezet hield.
Tijdens het 2600-jarige bestaan van het Japanse Keizerrijk bezocht Rodzajevski, samen met een delegatie Russische fascisten, de keizer en betuigde daar zijn respect aan de monarch.
Rodzajevski had ongeveer 26.000 volgelingen. De fascisten stichtten een soort Internationale in Harbin. Vanuit deze stad werden er afdelingen van de RFP en de "organisatie van Russische émigrés" overal ter wereld gesticht. De grootste buiten Harbin was het kantoor van de Russische émigrés in New York.
Vlak bij de Russisch-Mantsjoerijnse grens, in het plaatsje Manzhouli, werd een groot hakenkruis van neonverlichting geplaatst. Het hakenkruis brandde dag en nacht en was bedoeld om de Russen te imponeren en de communisten te provoceren.
Tijdens de Tweede Wereldoorlog indoctrineerde Rodzajevski de leden van de Witte Russische Asano Divisie van het Kanto-leger (Japanse leger in Mantsjoerije). Rodzajevski droomde van een Japanse invasie in Rusland. Het Japanse leger, versterkt door het Witte Leger van de Russische generaal V.A. Kislistin zouden de Russen moeten bevrijden van het "barbaarse communisme."
Het kwam echter nooit tot een invasie, omdat Japan tot aan de zomer van 1945 nooit in oorlog was met de Sovjet-Unie. In de zomer van 1945 viel het Rode Leger Mantsjoerije binnen en in augustus 1945 gaf Japan zich over. De RFP werd opgerold en haar leiders werden opgepakt. Rodzajevski, inmiddels tot inkeer gekomen en bewonderaar van Stalin geworden ("de geniale kameraad J.V. Stalin") keerde vrijwillig naar de Sovjet-Unie terug. Hem was een baan bij een krant beloofd. In de USSR werd hij echter opgepakt, berecht en geëxecuteerd.

## Ideologie
Opvallend aan het Russisch fascisme is de retoriek. In de toespraken van Russisch fascistische leiders werd steeds een beroep gedaan op de arbeiders en het proletariaat om het communisme omver te werpen en een ware arbeidersstaat te stichten. Hierin vertoont het Russische fascisme overeenkomsten met het vroege fascisme van Mussolini en het nationaalsocialisme van Gregor Strasser en Otto Strasser.